# Église Saint-Thomas du Diamant
L'église Saint-Thomas du Diamant est une église catholique située au Diamant en Martinique.

## Localisation
L'église est située sur la commune du Diamant, dans le département français de la Martinique au centre du bourg parallèlement la mer. Cette église orientée est localisée sur le cadastre de la commune du Diamant section L parcelle n° 97 d'une contenance de 7 a 85 ca.

## Histoire
Le Diamant et les Anses-d’Arlet formaient initialement un tout paroissial desservi irrégulièrement par des missionnaires. C'est en 1684 que la paroisse du Diamant devient distincte de celle des Anses-d'Arlet et est confiée aux capucins. Un premier sanctuaire maçonné y est construit.
Les habitants se cotisent et, avec l'aide du roi, effectuent les grosses réparations de l'église et du presbytère. L'église est alors formée d'un corps de bâtiment rectangulaire avec une sacristie appuyée en cul de lampe. Elle possède une nef sans chapelle, ni clocher. Les cloches sont soutenues par des poteaux situés à l'extérieur. En 1700, 1800 carreaux sont importés de Provence pour la réalisation du carrelage de l'église. 
Entièrement détruite par l'ouragan de 1766, l'église est reconstruite en 1778 et dotée d'un clocher. L'église est à nouveau détruite par un autre cyclone tropical en 1817, puis peine à être reconstruite à la suite de grandes difficultés financières et de nombreuses polémiques entre les habitants et le préfet apostolique sur un nouveau lieu de culte. Les travaux sont finalement financés grâce à l'augmentation d'un impôt, proportionnel au nombre d'esclaves possédés. Cette nouvelle église, d'inspiration baroque, ne possède qu'une seule nef et est dédicacée le 26 décembre 1829. En 1860, les paroissiens se cotisent à nouveau pour son agrandissement. Des allées latérales sont ajoutées et les murs extérieurs sont refaits. En 1871, la façade et le clocher sont rénovés. 
Le clocher et la charpente sont entièrement refaits par les compagnons du devoir en 1983. 
L'édifice est protégée titre des monuments historiques (arrêté d'inscription en date du 28 décembre 1979).

## Description

### Extérieur
L'église Saint-Thomas est de plan basilical avec une nef centrale terminée par un chœur hémicirculaire. La nef est agrandie de deux collatéraux. La sacristie vient se greffer sur le chevet de l'église.
La façade principale, d'inspiration baroque, est formée d'un seul niveau rythmé par quatre pilastres à ordre toscan, entre lesquels prennent place un portail au milieu de la façade encadré par deux niches avec des statues, le tout étant couronné d'un fronton triangulaire percé d'une petit oculus. Juste à l'arrière du fronton s'élève le clocher en bois. Les façades des collatéraux, qui encadrent la façade principale avec un léger retrait, reprennent l'élévation de la façade principale, mais avec des frontons à volutes typiques du style baroque.

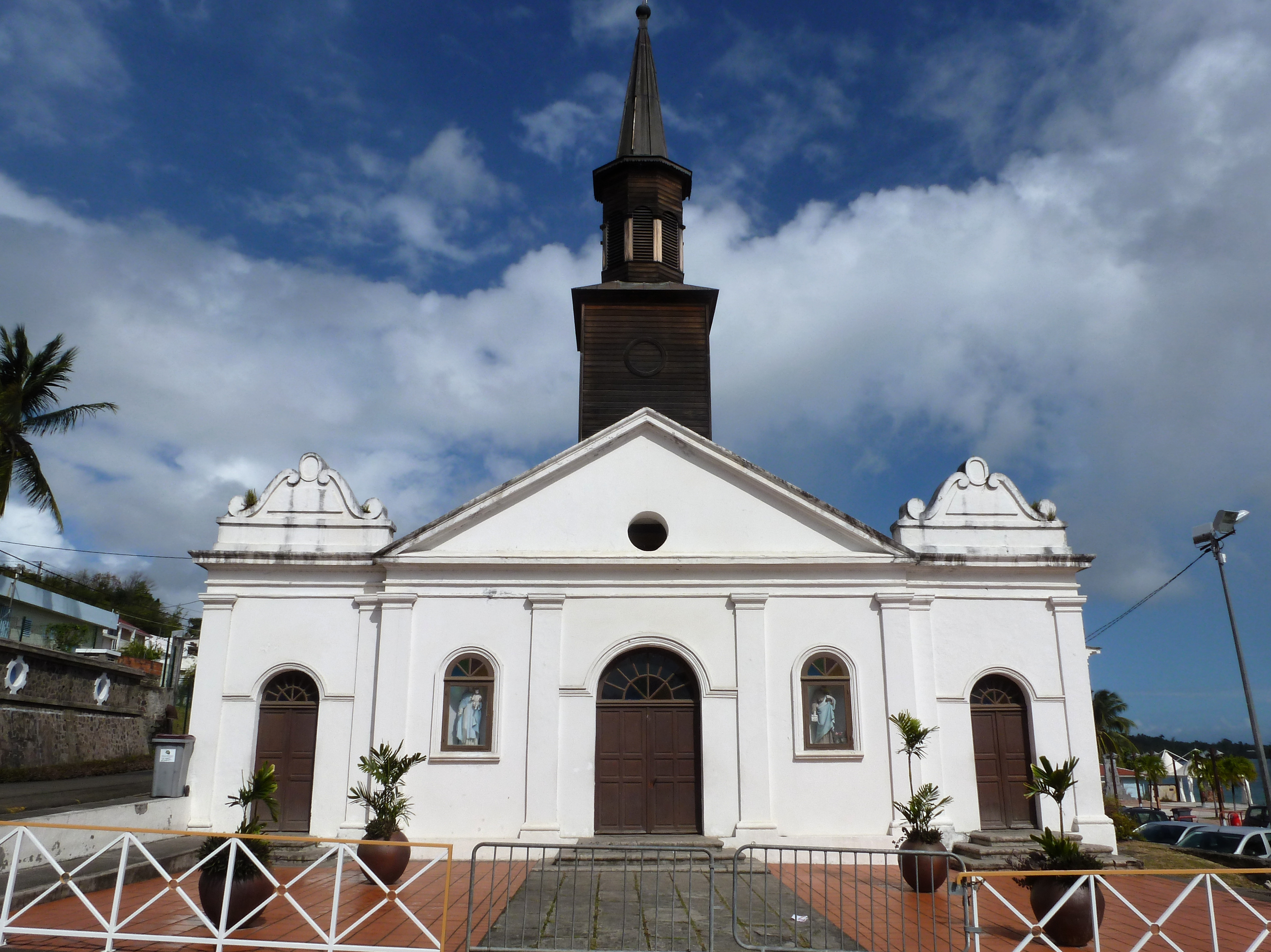
Façade de l'église.
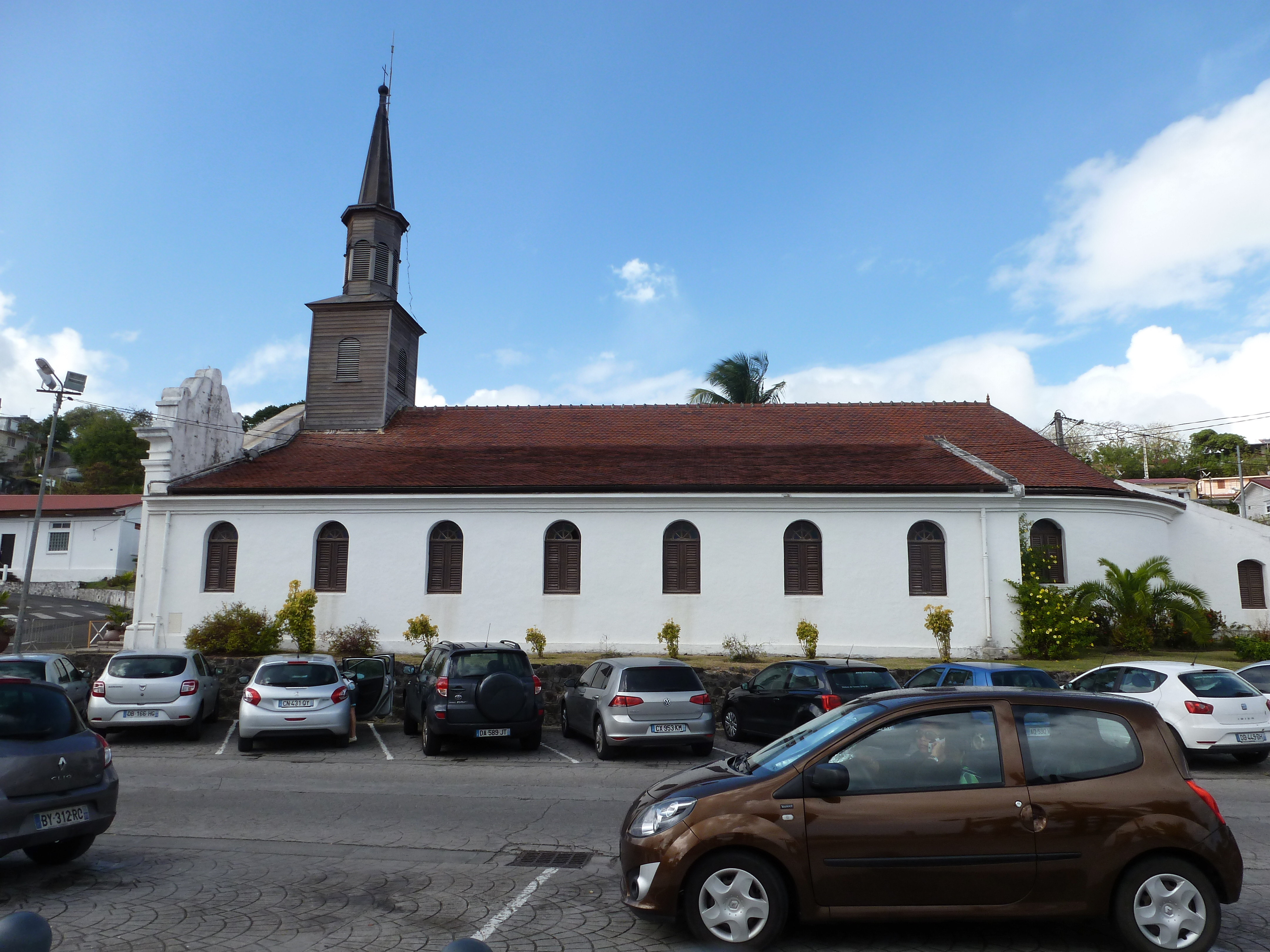
Façade sud de l'église.
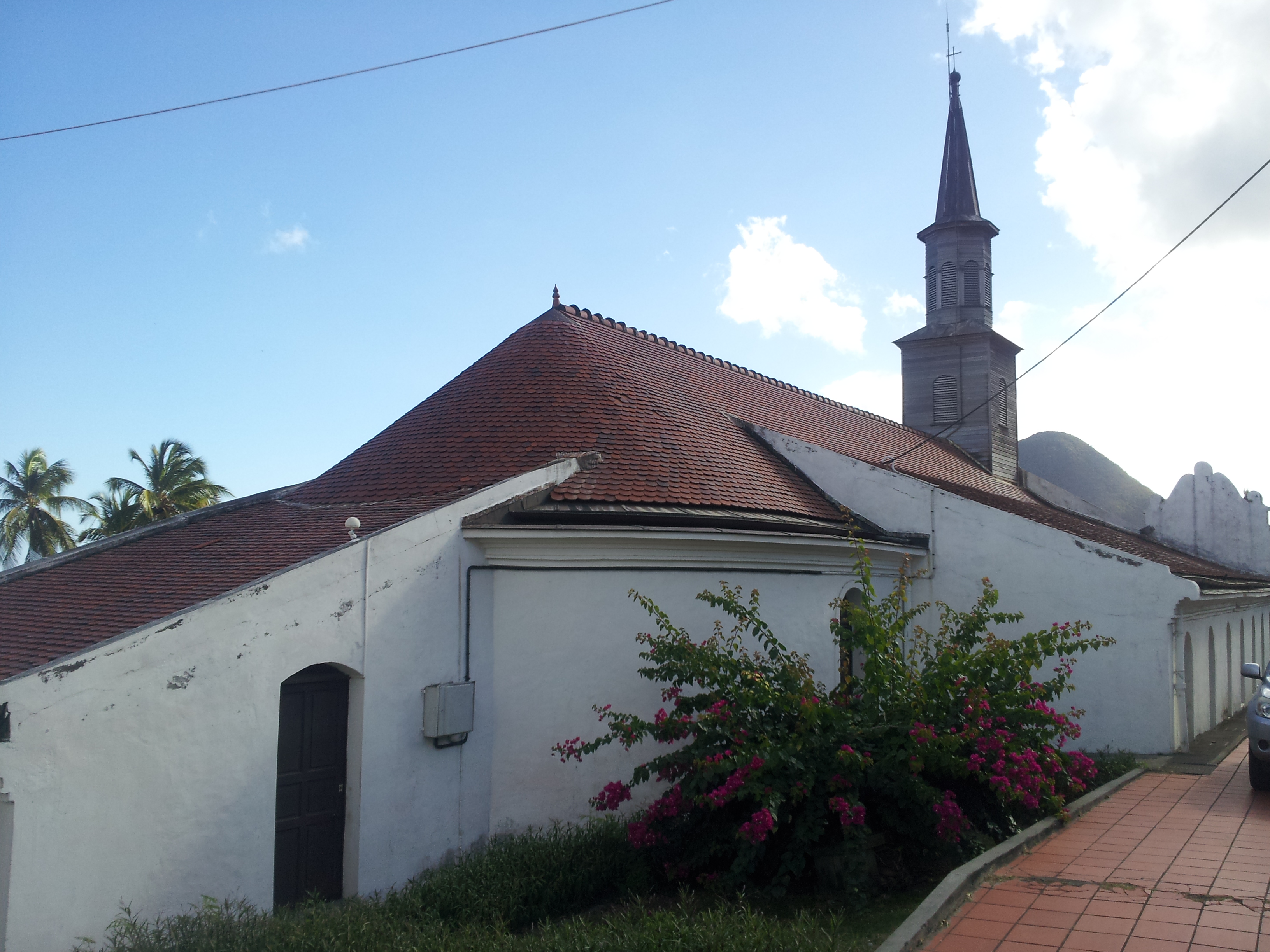
Chevet de l'église.

### Intérieur
La charpente intérieure apparente en carène de bateau renversée a été entièrement refaite par les compagnons du devoir en 1983. Elle a été découpée en métropole, puis transportée et remontée sur place. 
L'autel primitif dédié à la Vierge était en bois. Trop vétuste, il est remplacé par un autel en marbre « à la romaine » fabriqué au Puy en Haute-Loire en 1770.
Le bassin monolithique de la fin du XVIIe siècle correspondrait aux fonts baptismaux d'origine, contemporains du premier sanctuaire maçonné et retrouvé par le père David, curé de cette paroisse et historien de la Martinique.

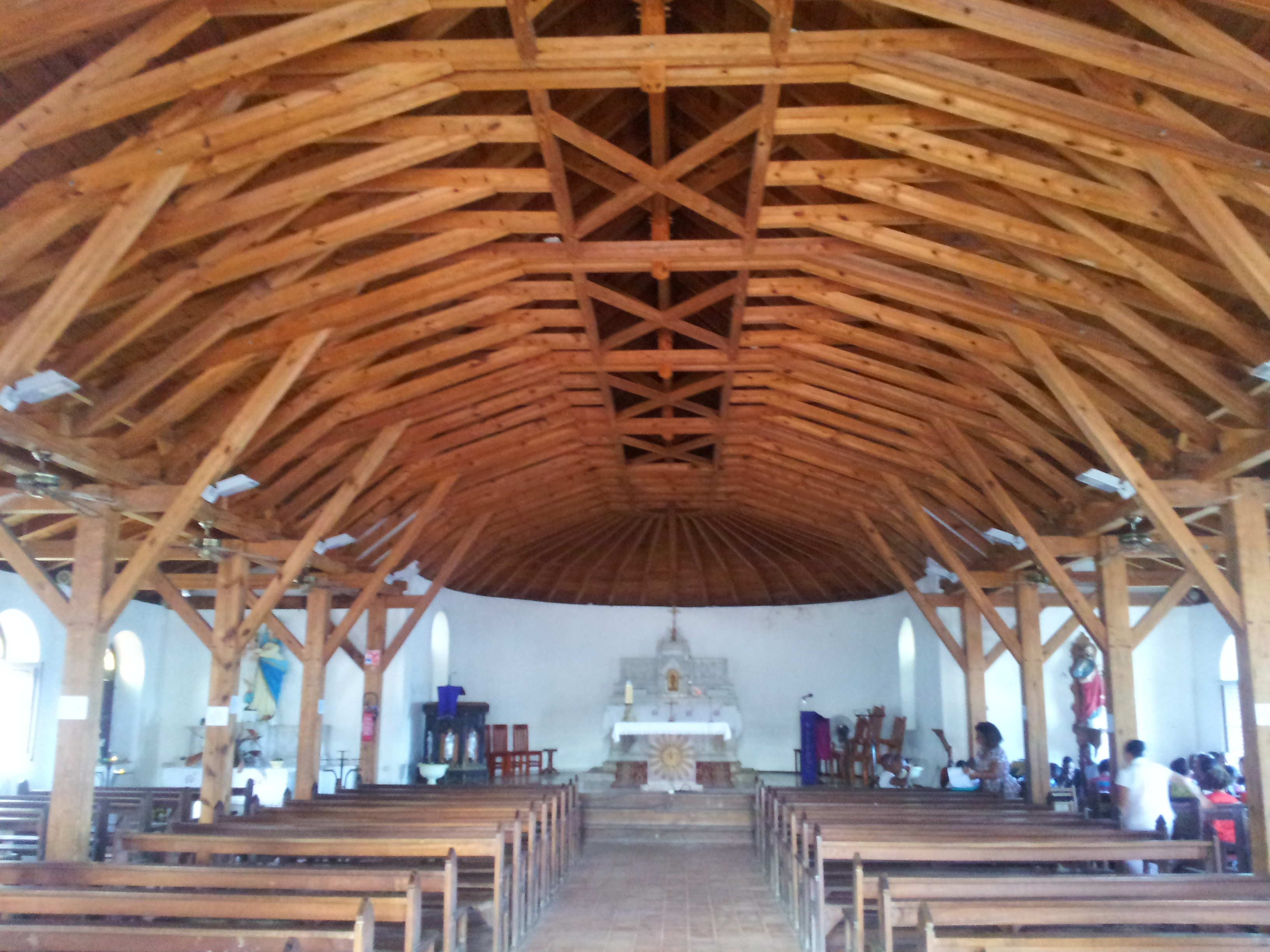
Nef de l'église.
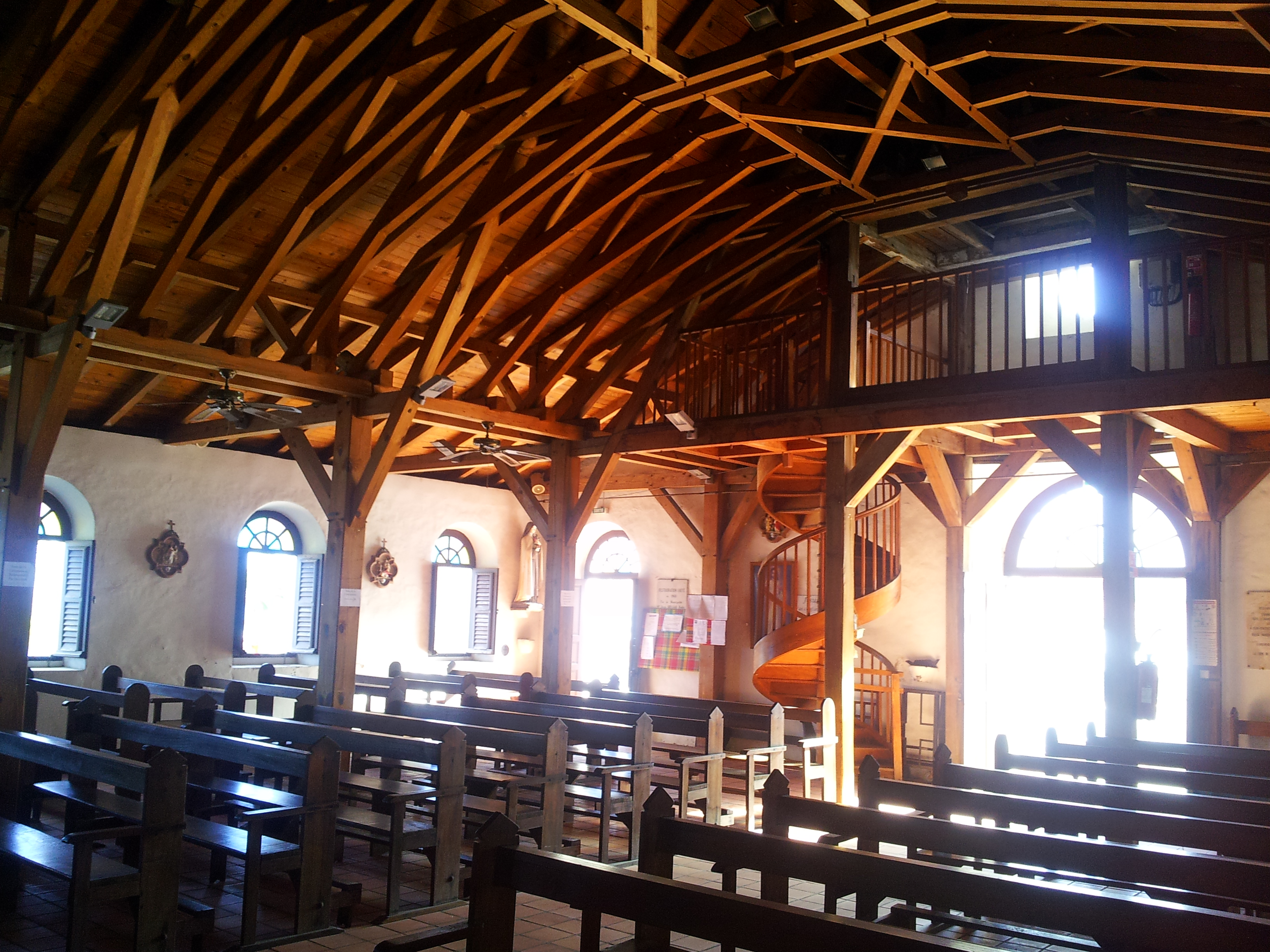
Nef et tribune de l'église.